# Carlos Frígola y Palavicino
Carlos Frígola y Palavicino (Valencia, 1848-Madrid, 1915) fue un político y escritor español, primer barón del Castillo de Chirel y diputado y senador en las Cortes de la Restauración.

## Biografía
Nació el 25 de agosto de 1848 en Valencia. Barón del Castillo de Chirel, era hijo de Pascual Frígola y Ahiz. En su juventud fue redactor de los periódicos madrileños La Ley, El Tiempo, la Niñez y La Suavidad, entre otros.
Estuvo afiliado al Partido Conservador, con el que tuvo diversos cargos, como concejal del Ayuntamiento de Madrid y director general de Agricultura. Su amistad con Silvela le permitió llegar a la vicepresidencia del Senado.
Hombre público, desempeñó importantes cargos: obtuvo escaño de diputado en las elecciones de 1891 y 1898 y fue senador vitalicio desde 1900. Falleció el 8 de junio de 1915 en Madrid, ciudad en la que había desempeñado el cargo de concejal.